# Solenotus fletcheri
Solenotus fletcheri är en stekelart som beskrevs av Cockerell 1889. Solenotus fletcheri ingår i släktet Solenotus och familjen finglanssteklar. Inga underarter finns listade i Catalogue of Life.